# Ludność Biecza
| Ludność Biecza                              | Ludność Biecza | Ludność Biecza | Ludność Biecza | Ludność Biecza | Ludność Biecza |
| Rok                                         | Ludność        | Rok            | Ludność        |                |                |
| ------------------------------------------- | -------------- | -------------- | -------------- | -------------- | -------------- |
| 1398                                        | ok. 3000       | 1921           | 3673           |                |                |
| poł. XVI w.                                 | ok. 3700       | 1931           | 4055           |                |                |
| 1626                                        | ok. 1617       | 1939           | 4268           |                |                |
| 1695                                        | ok. 1030       | 1944           | 5973           |                |                |
| 1784                                        | 1783           | 1946           | 3947           |                |                |
| 1815                                        | 1770           | 1958           | 4066           |                |                |
| 1850                                        | 2330           | 1972           | 4145           |                |                |
| 1880                                        | 2930           | 1991           | 4005           |                |                |
| 1900                                        | 3180           | 1996           | 4965           |                |                |
| 1914                                        | 3825           | 2006           | 4648           |                |                |
| Źródło: Tadeusz Ślawski - Przewodnik. Biecz |                |                |                |                |                |

## Liczba ludności

### Starożytność i średniowiecze
Tereny, na których powstał i rozwijał się Biecz, były zamieszkiwane przez człowieka już w czasach neolitu, czyli ok. 4500 lat p.n.e. Biecz był zamieszkiwany także w okresie kultury łużyckiej (ok. 1200 p.n.e.). Przez te tereny w okresie od II do V w. n.e. biegł ważny szlak handlowy. Gród był ośrodkiem wymiany gospodarczej - miasto leżało na skrzyżowaniu dróg handlowych ze wschodu na zachód i z południa na północ. Dzięki temu miasto posiadało korzystne warunki rozwoju.

### XIV - XIX wiek
Wraz z rozwojem miasta wzrastała także liczba jego mieszkańców. W XIV wieku parafia biecka, wraz z okolicznymi wsiami liczyła 522 osoby. Dane z najstarszej księgi sądowniczej Biecza jednak wskazują na liczbę mieszkańców wynoszącą ponad 3 tysiące. W połowie XVI w. liczba ta wynosiła ok. 3700 osób, a w pierwszej połowie XVII w. ok. 1800 osób.
W pierwszej połowie XVI w. Biecz pod względem wielkości i liczby domów był zaliczany do największych miast Polski. Po wojnach szwedzkich i licznych zarazach liczba mieszkańców pod koniec XVII w. wahała się w okolicach 900. Później zarazy i pożary raz po raz nawiedzały miasto. W 1543 zmarło od zarazy 110 osób, zaś w 1572 - ponad 1500 osób. Kolejne zarazy nadeszły w 1600 i 1622. Opustoszało wówczas 20 domów w samym Bieczu i 18 wokół niego. Podobnie było w 1652. W 1721 miała miejsce największa zaraza, po której pozostało ok. 30 mieszkańców. Na pamiątkę zbudowano kapliczkę św. Michała.

### Wojny światowe i teraźniejszość
W czasie zaborów miasto powoli się rozwijało. Przed wybuchem I wojny światowej w Bieczu mieszkało 3825 osób. Sama wojna nie wyrządziła większych szkód miastu. II wojna światowa przyniosła jednak znaczne straty wśród ludności Biecza. Zniszczeniu uległy też liczne obiekty kulturalne oraz gospodarcze. Na skutek przesiedleń z m.in. Jasła Biecz w 1944 liczył aż 5973 mieszkańców - najwięcej w jego historii.
Po wojnie liczba mieszkańców systematycznie rosła, osiągając szczyt w 1996, gdy w Bieczu mieszkało prawie 5000 osób. Na początku XXI wieku liczba mieszkańców zaczęła spadać i obecnie wynosi 4648.

## Żydzi w Bieczu
W Bieczu nie istniał oficjalny zakaz zamieszkiwania miasta przez Żydów, więc Biecz był głównie miastem żydowskim. W rynku większość sklepów i przedsiębiorstw należało do ludności żydowskiej. W czasie II wojny światowej, w latach 1942–43 hitlerowcy dokonywali tutaj licznych egzekucji; w 1942 na rynku zamordowano ponad 250 Żydów. Jedynymi śladami po Żydach są obecnie kirkut żydowski i pozostałości po Synagodze.